# Маудуд Ахмед
Маудуд Ахмед (24 травня 1940 — 16 березня 2021) — бангладеський державний та політичний діяч . Нині є членом фракції НПБ у парламенті крани.

## Життєпис
Маудуд Ахмед народився 24 травня 1940 року в Бенгальському президентстві Британської Індії Британська імперія.

## Політична кар'єра
За часів президентства генерал-майора Зіаура Рахмана займав різні міністерські пости. 1988 року очолив уряд країни за часів військового режиму генерал-лейтенанта Хуссейна Мухаммеда Ершада. За рік він став віцепрезидентом Бангладеш.
Маудуд Ахмед був запрошеним професором в Університеті Джорджа Вашингтона.

## Публікації
Маудуд є автором дев'яти книг:
- Shongshod-e Ja Bolechhi, University Press Limited, Дака, 2006, ISBN=984-05-0278-6
- Південна Азія: Криза розвитку на прикладі Бангладеш, University Press Limited, Дака, 2003
- Демократія і проблеми розвитку: вивчення політики та військового втручання в Бангладеш, University Press Limited, Дака, 1995
- Бангладеш: Доба Шейха Муджибура Рахмана, Південноазіатський інститут Гейдельберзького університету та University Press Limited, Дака, 1983
- Бангладеш: Конституційний пошук для автономії, Південноазіатський інститут Гейдельберзького університету, 1976 та University Press Limited, Дака, 1979
- Chaloman Itihas, нарис з історії правління Ершада.